# 37471 Popocatepetl
37471 Popocatepetl este o planetă minoră (asteroid) din centura de asteroizi. A fost descoperită pe 17 octombrie 1960 la Observatorul Palomar de Cornelis Johannes van Houten. 
Obiectul prezintă o orbită caracterizată de o semiaxă mare de 1,9526927 UAi, o excentricitate de 0,1, o înclinație de 22,13266 ° în raport cu ecliptica.